# Abassin Alikhil
Abassin Alikhil (født 19. april 1991 i Frankfurt am Main, Tyskland) er en afghansk fodboldspiller, der spiller for Viktoria Aschaffenburg.

## Klubkarriere
Alikhil startede sin karriere i SKG Sprendlingen. Men i 1999 skiftede Alikhil til Eintracht Frankfurt.
Den 21. november 2009 fik Alikhil sin debut for senior-reserveholdet, i en kamp som endte 2-2 imod SV Darmstadt 98. I 2010-11 sæsonen blev han permanent rykket op på senior-reserveholdet.
Den 5. juli 2014 skiftede Alikhil til Viktoria Aschaffenburg.

## Landshold
Alikhil fik sin senior debut for Afghanistan den 11. april 2011 mod Nordkoreas fodboldlandshold i en AFC Challenge Cup-kvalifikationskamp.